# NGC 6224
NGC 6224 est une galaxie lenticulaire relativement éloignée et située dans la constellation d'Hercule. Sa vitesse par rapport au fond diffus cosmologique est de 9 060 ± 45 km/s, ce qui correspond à une distance de Hubble de 133,6 ± 9,4 Mpc (∼436 millions d'al). NGC 6224 a été découverte par l'astronome américain Lewis Swift en 1887.